# カモス・デワヌ

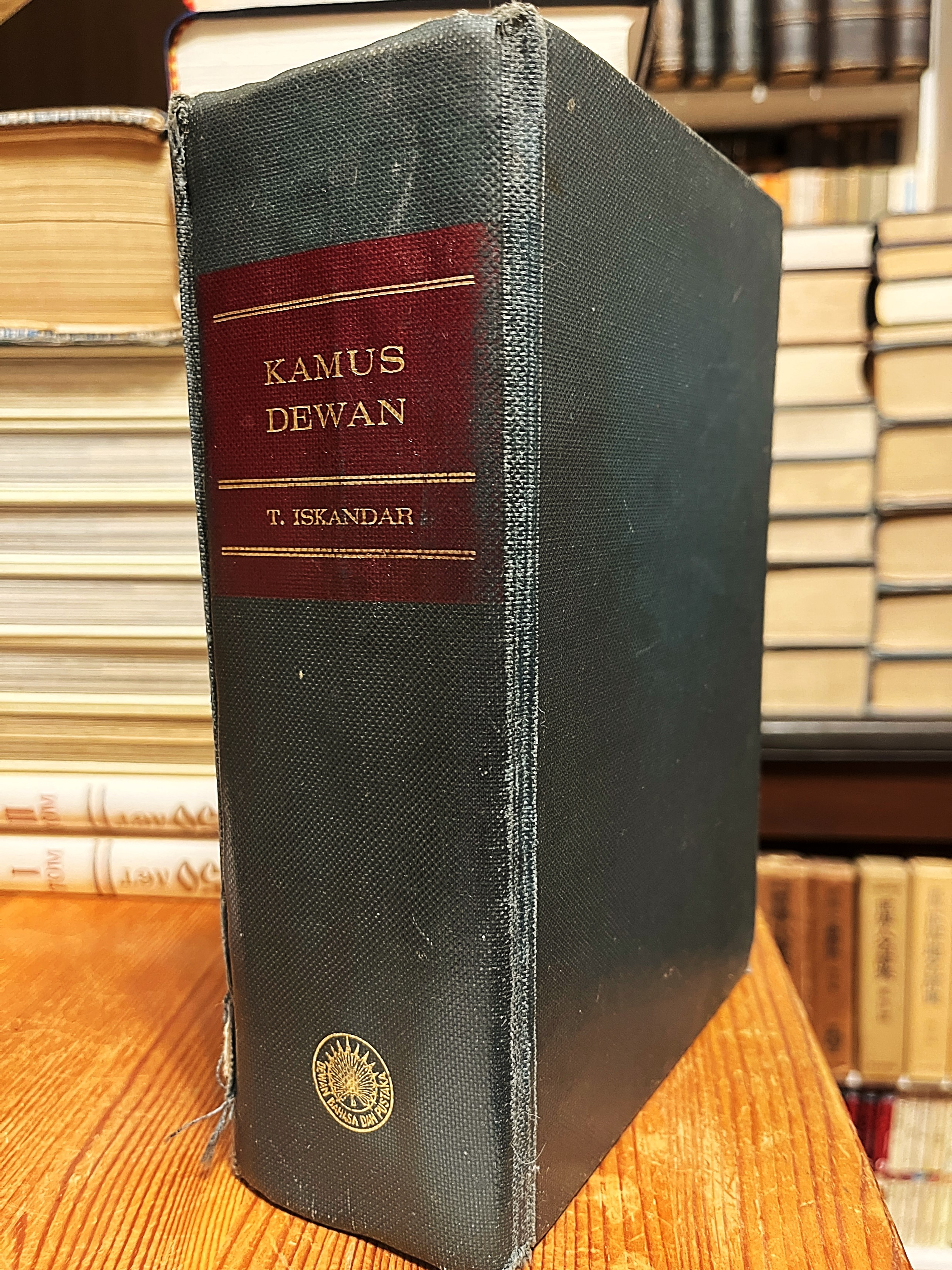
カモス・デワヌの初版

カモス・デワヌ（マレー語: Kamus Dewan、「学術辞典」の意味）は、テウク・イスカンダルが編集し、言語図書局が発行したマレー語の辞典である。マレー語の同義語や略語なども豊富に掲載されている。
この辞典は、シンガポールで開催されるマレー語の一般教育修了証の試験のうち、「N」「O」「A」の試験で使用することが許可されている。

## 各版
2005年時点で、カモス・デワヌは第4版まで発行されている。初版は1970年、第2版は1984年、第3版は1994年と1998年、第4版は2005年に発行された。第4版は49,000以上の項目を備えており、総ページ数は1,817ページである。

## その他のカモス・デワヌ
カモス・デワヌにはデジタル版もあり、ネーム・テクノロジー（The Name Technology Sdn. Bhd.）が販売している。KaryaNetが作成したオンライン版も存在する。